# Ягуновское сельское поселение
Ягуно́вское се́льское поселе́ние — упразднённое муниципальное образование в Кемеровском районе Кемеровской области. Административный центр — село Ягуново.

## География
На севере граничит с городом Кемерово, на юго-востоке с Берёзовским сельским поселением. Через муниципальное образование проходит автомобильная дорога Кемерово — Промышленная. Протекает река Искитимка.

## История
Ягуновское сельское поселение образовано 17 декабря 2004 года в соответствии с Законом Кемеровской области № 104-ОЗ.

## Население
| 2010  | 2011  | 2012  | 2013  | 2014  | 2015  | 2016  |
| ----- | ----- | ----- | ----- | ----- | ----- | ----- |
| 3889  | ↗3895 | ↘3815 | ↘3770 | ↗3815 | ↘3810 | ↗3872 |
| 2017  | 2018  | 2019  |       |       |       |       |
| ↘3821 | ↘3748 | ↗3776 |       |       |       |       |

## Состав сельского поселения
| № | Населённый пункт | Тип населённого пункта       | Население |
| - | ---------------- | ---------------------------- | --------- |
| 1 | Заря             | деревня                      | 89        |
| 2 | Мамаевский       | посёлок                      | 161       |
| 3 | Новоискитимск    | посёлок                      | 1168      |
| 4 | Ягуново          | село, административный центр | 2471      |

## Статистика
На территории по данным МВД проживает 3961 человек, детей до 18 лет — 735, из них 327 дошкольника.
На указанных территориях расположены две общеобразовательные школы, два детских сада, дом культуры, два медпункта, одна библиотека, 15 торговых точек, одно почтовое отделение связи.
На всех выше перечисленных предприятиях 97 % рабочие места занимают жители Ягуновского сельского поселения, тем не менее рабочих мест недостаточно и на сегодняшний день в службе занятости состоит на учёте 73 селянина. При этом цифра не окончательная, потому что есть не работающие граждане, которые не обращались в службу трудоустройства, перебиваясь временными заработками. Часть трудоспособного населения работает на предприятиях «Магнит» п. Мамаевский, г. Кемерово.